# Znak Macaa
Znak Macaa, zvláštní administrativní oblasti ČLR, je emblém kruhového tvaru. V zeleném středovém poli je do půlkruhu pět zlatých hvězd, uprostřed jedna větší a čtyři menší. Jeden z cípů hvězd směřuje vždy ven ze středu. Pod nimi je bílý květ lotosu nad stylizovaným bílým mostem a mořem, znázorněným čtyřmi bílými, nestejně dlouhými pruhy. V bílém mezikruží je zelený text, nahoře čínsky 中華人民共和國澳門特別行政區, ČUNG-CHUA ŽEN-MIN KUNG-CHE-KUO AO-MEN TCHE-PIE SING-ČENG-ČCHÜ (česky Zvláštní administrativní oblast Macao Čínské lidové republiky) a dole portugalsky MACAU (česky Macao).
Pět hvězd je inspirováno pěti hvězdami na čínské vlajce a symbolizuje jednotu země, která je neoddělitelnou součástí Číny. Květ lotosu je to, co lid Macaa miluje a symbolizuje prosperitu a pokrok země. Tři okvětní lístky představují poloostrov a dva ostrovy, na kterých Macao leží.

## Historie
Macao bylo založeno roku 1557. Zpočátku bylo spravováno z Portugalské Indie (z Gia), od roku 1896 vlastním guvernérem. Užívaly se portugalské symboly. 8. května 1935 byly nařízením č. 8098 zaveden znaky portugalských kolonii. Znaky jednotného vzoru se lišily pouze jedním polem štítu. Znak byl tvořen štítem děleným špicí. (Heraldicky) pravé, stříbrné pole s portugalskou quinou (pět modrých štítků do kříže, na každém je pět stříbrných koulí do ondřejského kříže) symbolizovalo Portugalsko. Levé pole, modré se zlatým čínským drakem s červenou zbrojí, nesoucím na hrudi modrý štít s pěti bílými kotouči, představovalo Macao. Spodní pole bylo stříbrné s pěti zelenými, vlnitými pruhy a symbolizovalo oceán mezi mateřskou zemí a kolonií. Štít měl zlatý lem a byl položen na zlatou armilární sféru, na jejímž vrcholu byla umístěna zlatá hradební koruna s pěti věžemi. Na každé z věží byla umístěna armilární sféra, mezi nimi stříbrné štítky s křížem Kristova řádu. Pod sférou byla stříbrná stuha s nápisem COLONIA PORTUGUESA DE MACAU (česky Portugalská kolonie Macao).
V roce 1951 se změnil statut území a tím i nápis na stuze: PROVINCIA PORTUGUESA DE MACAU (česky Portugalská provincie Macao).
V roce 1976, 1985 nebo 1986 (z různých zdrojů) byl text nahrazen za GOVERNO DE MACAU (česky Vláda Macaa).

Znak Portugalského Macaa (1935–1951)
Znak Portugalského Macaa (1951–1976?)
Znak Portugalského Macaa (1976?–1999)

V souvislosti s přípravou obnovy suverenity ČLR nad Macaem byl 31. března 1993, na 1. zasedání 8. národního lidového kongresu ČLR, přijat základní zákon „Zvláštní administrativní oblasti Macao ČLR”, který v článku č. 10 popisuje nové symboly (vlajku a znak) s nabytím platnosti od 20. prosince 1999.

## Znaky historických administrativních jednotek
Macao se v portugalské éře členilo na dvě administrativní jednotky, město Macao a ostrovy Taipa a Coloane. Tyto obce užívaly své vlastní znaky. K 1. lednu 2002 bylo toto členění zrušeno a tím i platnost těchto vlajek. Některé zdroje naznačují konec platnosti již k 20. prosinci 1999. Znaky (nejsou obrázky) byly zobrazeny i na vlajkách těchto celků.

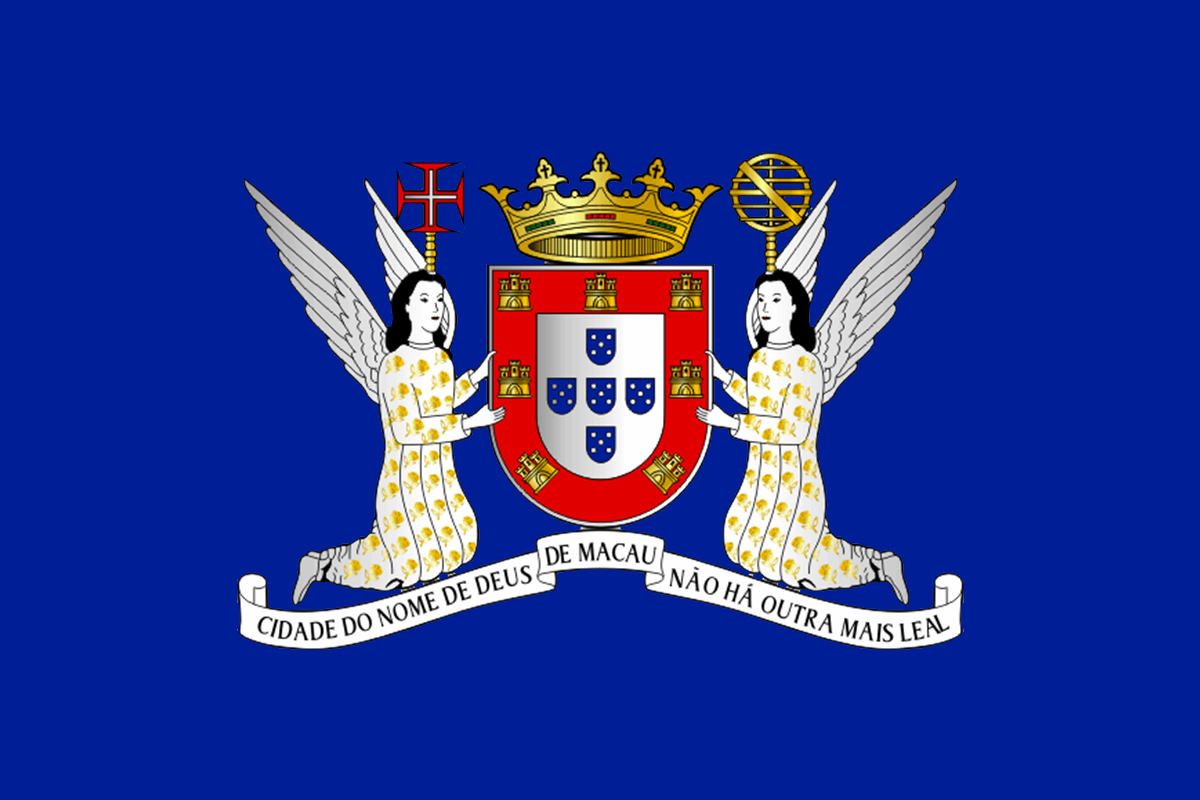
Znak města Macaa na vlajce
Znak ostrovů Taipa a Coloane na vlajce

Znak města Macaa byl zaveden 27. července 1961 (spolu s vlajkou a pečetí) a v nařízení byl popsán v § 1. Publikován byl v místním vládním deníku Diario de Governo. Znak byl tvořen štítem z portugalského státního znaku, na kterém byla položena zlatá vévodská koruna s červenými drahokamy. Štítonoši byli bílí andělé s černými vlasy, a šaty posetými zlatými květinami. Heraldicky levý anděl měl na hlavě stojan, na jehož vrcholu byla armilární sféra, pravý stojan s křížem Kristova řádu. Pod štítem byla bílá stuha s černým nápisem CIDADE DO NOME DE DEUS DE MACAO NÃO HÁ OUTRA MAIS LEAL (česky Město božího jména Macao, žádné není věrnější).
Armilární sféra symbolizovala portugalské zámořské objevy. Kříž Kristova řádu používal Jindřich Mořeplavec. Na stuze bylo plné jméno města, které bylo zavedeno po obnovení portugalské monarchie, poté co ta byla v letech 1580–1640 okupována Španělskem, ale Macao přesto vyvěšovalo vlajku své mateřské země.
Znak ostrovů Taipa a Coloane byl zaveden (spolu s vlajkou a pečetí) nařízením č. 468/74 10. července 1974. Znak byl tvořen štítem s pěti zelenými vlnitými pruhy, přes které byli položeni dva, vzhůru plující, přivrácení kapři, mezi kterými byly v horní části dva stylizované ostrovy za kterými vycházelo červené slunce. Kapři byli přirozených barev, bílí s modře kreslenými šupinami a modro-bílými ploutvemi, červenýma očima s modrými papilami. Ostrovy byly zlaté trojúhelníky, umístěny pod sebou, částečné se překrývající. Pod štítem byla bílá stuha s černým nápisem CAMARA MUNICIPAL DAS ILHAS (česky Městská ostrovní komora).
Kapři symbolizovali moře a jeho přírodní zdroje.